# Solfernus
Solfernus je brněnská blackmetalová kapela, kterou v roce 2002 založili členové skupin Root, Asgard a Inner Fear.

## Členové kapely

### Současná sestava
- Igor Hubík - kytary
- Tomáš Řeřucha (alias Paramba) - baskytara
- Pavel Kubát - bicí
- Pavel Obst (alias Khaablus) - zpěv

### Bývalí členové
- Tomáš Corn - bicí

### Studioví hosté
- Marek Šmerda (alias Ashok) - kytarová sóla na Diabolic Phenomenon a Hysteria In Coma
- Petr Hošek (alias Blackie) - kytara a sólo na Hysteria In Coma
- Aleš Jedonek (alias Poison) - kytarové sólo na Hysteria In Coma
- Jiří Valter (alias Big Boss) - zpěv na Hysteria In Coma
- Bronislav Kovařík (alias Bruno) - zpěv na Hysteria In Coma
- Dagmar Bortlová (alias Dasha) - zpěv na Diabolic Phenomenon
- Sigbjørn Erik Thorsen - bicí na Diabolic Phenomenon
- Igor Mores - kytarová sóla na Diabolic Phenomenon

## Diskografie
- Diabolic Phenomenon (EP, 2003)
- Hysteria In Coma (CD, 2005)
- Neoantichrist (CD, 2017)

## Videoklipy
- Advent Massacra
- Hysteria In Coma